# Ḥasan Muṭlak
Ḥasan Muṭlak (arabisch حسن مطلك, DMG Ḥasan Muṭlak; * 1961 im Dorf Sudaira in Salah ad-Din (Gouvernement); † 1990) war ein irakischer Schriftsteller.

## Leben
Mutlak studierte in Mosul Pädagogik und Psychologie und schloss das Studium 1983 ab. Er leistete seinen Wehrdienst und leitete ein Lehrerinstitut in Kirkuk. Mutlak war verheiratet und Vater zweier Töchter.
Er wurde 1990 im Alter von 29 Jahren für einen versuchten Staatsstreich gehängt. Er gehörte zu den Intellektuellen seines Landes und wird auch als der Lorca des Irak bezeichnet. Er ist der Bruder des Schriftstellers und Dichters Muhsin ar-Ramli.

## Werke
- Dabada (Novel), ISBN 978-9953-29-278-6[1]
- Die Kraft des Lachens in Ura (Roman), ISBN 978-9953-29-277-9[2]
- Liebe ist an einer Wand (Kurzgeschichten), ISBN 978-9953-87-629-0[3]
- Alfa-Hassan-beto (Kurzgeschichten), ISBN 978-9953-87-629-0[4]
- Das Buch der Liebe ... die Schatten von ihnen auf dem Boden (Memory of Love)[5]
- Das Auge in (täglich)
- Die Schrift steht (Test)
- Die Masken ... Du, der Heimat und ich (Gedicht)